# Guilly (Indre)
Guilly ist eine französische Gemeinde mit 239 Einwohnern (Stand: 1. Januar 2022) im Département Indre in der Region Centre-Val de Loire. Sie gehört zum Kanton Levroux im Arrondissement Issoudun. Die Einwohner werden Gilliacois genannt.

## Geografie
Die Gemeinde Guilly liegt am Renon, 26 Kilometer nordwestlich von Issoudun. Zu Guilly gehören neben der Hauptsiedlung auch die Weiler Villejeu, Chartry, La Vernusette und L'Aubie. Angrenzende Gemeinden sind Aize im Nordwesten und Norden, Buxeuil im Norden und Nordosten, Orville im Nordosten, Saint-Florentin im Osten, La Chapelle-Saint-Laurian im Südosten, Fontenay im Süden sowie Rouvres-les-Bois im Westen.

## Bevölkerungsentwicklung
| Jahr                       | 1962 | 1968 | 1975 | 1982 | 1990 | 1999 | 2006 | 2013 | 2021 |
| Einwohner                  | 363  | 329  | 279  | 259  | 252  | 223  | 241  | 245  | 244  |
| Quellen: Cassini und INSEE |      |      |      |      |      |      |      |      |      |

## Sehenswürdigkeiten
- Kirche Saint-Sulpice
- Gutshof von La Chesnaye

## Persönlichkeiten
- Ferdinand de Lesseps (1805–1894), Diplomat und Unternehmer